# Futbolista
Un futbolista o jugador de fútbol es un deportista que practica uno de los diversos tipos de fútbol. Entre los tipos principales de fútbol se incluyen el fútbol de asociación, el fútbol americano, el fútbol canadiense, el fútbol australiano, el fútbol gaélico y también, en algunos contextos, el rugby league y el rugby union.
Se estima que hay 250 millones de futbolistas en el mundo,varios de ellos que practican otras variantes del fútbol.

## Carrera
Jean-Pierre Papin describió el fútbol como un "lenguaje universal".  Los futbolistas de todo el mundo y de casi cualquier nivel pueden atraer regularmente a grandes multitudes de espectadores, y los jugadores son los puntos focales de fenómenos sociales generalizados como la cultura del fútbol asociativo .
Los futbolistas generalmente comienzan como aficionados, y los mejores jugadores progresan hasta convertirse en jugadores profesionales. Normalmente inician en un equipo juvenil, que puede ser cualquier equipo local, y a partir de ahí, según sus habilidades y talento, los ojeadores les ofrecen contratos. Una vez fichados, algunos mejoran sus habilidades en el juego, y unos pocos avanzan a los equipos senior o profesionales.

### Salarios
Los salarios en algunas ligas importantes son significativamente más altos que en otros trabajos. Los jugadores de la Premier League ganan un promedio de alrededor de 1 millón de dólares al año. En los clubes más ricos de las ligas de fútbol europeas, algunos jugadores tienen un salario promedio que oscila entre 6 y 8 millones de dólares al año. Los mejores jugadores de esos clubes pueden llegar a ganar hasta 220 millones de dólares al año.
Sin embargo, solo una fracción de los futbolistas profesionales masculinos recibe un salario de este nivel. Los salarios pueden ser mucho más moderados en otras divisiones y ligas, y un número significativo de los jugadores son semiprofesionales. Por ejemplo, el salario medio anual de los futbolistas de la Major League Soccer para la temporada 2013 fue de 148.693 dólares, con variaciones significativas según la posición del jugador (los porteros, por ejemplo, ganaron 85.296 dólares, mientras que los delanteros ganaron 251.805 dólares).
La popularidad y los salarios medios en las ligas femeninas son mucho más bajos. Por ejemplo, las jugadoras de la Liga Nacional de Fútbol Femenino (NWSL) (que comenzó en 2012) ganan entre 15.000 y 40.000 dólares al año en enero de 2017. 

### Post retirada
Una minoría de futbolistas retirados continúa trabajando a tiempo completo en el fútbol, por ejemplo, como entrenadores. Un estudio de 1979 informó que los exjugadores del primer equipo estaban sobrerrepresentados como ejecutivos de alto rango en sus empresas y tenían mayor movilidad de ingresos que los jugadores del segundo equipo y los reservas. Sin embargo, algunos experimentan problemas de salud crónicos.

## Habilidades y especialidades

### Posiciones del fútbol
En el fútbol asociativo, existen cuatro tipos tradicionales de posiciones: guardametas, defensores (laterales), mediocampistas (medios) y delanteros (atacantes). Las posiciones de propósito especial son líberos, pivotes defensivos, mediapuntas, extremos, interiores, etc.
- Guardametas: gran altura, buenos reflejos, comunicación con la defensa, habilidad en el uno contra uno, dominio del área e inteligencia aérea. [10]
- Defensas centrales: buena capacidad de cabeceo y entrada, altura, valentía en el intento y concentración. [11]
- Laterales: ritmo, resistencia, anticipación, capacidad de entrada y marcación, ritmo de trabajo y responsabilidad del equipo. [12]
- Mediocampistas: resistencia, capacidad de pase, responsabilidad del equipo, posicionamiento, capacidad de marcar. [13]
- Extremos: ritmo, habilidad técnica como regate y control cercano, inteligencia sin balón, creatividad. [14]
- Delanteros: habilidad para rematar, compostura, habilidad técnica, habilidad para cabecear, ritmo, inteligencia sin balón, rapidez. [15]

## Aspectos psicológicos del desempeño.
Las investigaciones indican que los jugadores de fútbol americano que ejecutan un tiro penal en menos de 200 milisegundos después de que el árbitro hace sonar el silbato tienen significativamente menos probabilidades de anotar en comparación con aquellos que esperan más de un segundo. 

## Problemas de salud
Un estudio irlandés de 2002 sobre jugadores de fútbol gaélicos y de asociaciones caracterizó a los jugadores como "delgados y musculosos con un nivel razonablemente alto de capacidad en todas las áreas del rendimiento físico". En contraste, en el fútbol americano, la obesidad puede ser causa de graves problemas de salud.
Un estudio del año 2000 documentó las lesiones sufridas por futbolistas checos en todos los niveles:

La causa del 81.5% de las lesiones fue el trauma, mientras que el uso excesivo representó el 18.5%. Las distensiones articulares predominaron (30%), seguidas de fracturas (16%), distensiones musculares (15%), rupturas de ligamentos (12%), desgarros meniscales y contusiones (8%), y otras lesiones. Las lesiones en la rodilla fueron más frecuentes (29%), seguidas de las lesiones en el tobillo (19%) y la columna vertebral (9%). Se registraron más lesiones durante los juegos (59%) que durante los entrenamientos.

 La tendinitis rotuliana (dolor de rodilla) se considera una lesión que proviene de un sobreesfuerzo, y afecta a otros deportistas de prácticamente todos los deportes. Es un problema común entre los jugadores de fútbol y generalmente puede tratarse mediante un programa de fortalecimiento del cuádriceps. Las actividades de salto ejercen una tensión especialmente intensa sobre el tendón, y con saltos repetitivos, pueden producirse desgarros y lesiones en el tendón. La lesión crónica y la respuesta de curación resultan en inflamación y dolor localizado.
Aunque los niveles de depresión y dolor en los jugadores de fútbol retirados están a la par con el promedio social,  algunos jugadores sufren lesiones crónicas posteriores a la jubilación. Las lesiones en la cabeza son una preocupación particular.

### Esperanza de vida
Los estudios han demostrado durante mucho tiempo que los exjugadores de fútbol americano de la NFL tienen una esperanza de vida más larga que el público en general o los hombres con una distribución racial y de edad similar, pero una tasa más alta de problemas cardiovasculares.  Un estudio que comparó las muertes de exjugadores de las Grandes Ligas de Béisbol encontró que los jugadores de béisbol vivían aún más, lo que quizás sugiere un sesgo de "trabajador sano" donde los atletas de la NFL vivieron menos tiempo de lo que habrían vivido de otra manera, a pesar de su esperanza de vida más larga que el promedio.  Una revisión de la evidencia realizada en 2009 en el American Journal of Medicine concluyó que la evidencia existente "no sugiere un aumento de la mortalidad", pero sí "sugiere un mayor riesgo cardiovascular, particularmente en los linieros más pesados". 
En el fútbol asociativo, un estudio alemán de 2011 encontró que los jugadores de la selección alemana vivían 1,9 años menos que la población masculina general. 

Los futbolistas que participan en partidos internacionales para Alemania tienen una esperanza de vida reducida en comparación con la población general. Esta desventaja es mayor cuanto más temprano comienza su carrera internacional el jugador de fútbol. Este hallazgo está en consonancia con el conocimiento actual sobre la esperanza de vida en atletas de alto rendimiento, especialmente aquellos de otros deportes de equipo.

Un estudio de 1983 sobre jugadores de rugby encontró que la esperanza de vida de los All Blacks era la misma que la de la población general. 
Los futbolistas australianos tienen tasas de mortalidad más bajas que la población general. 

### Cabeza
Los jugadores de fútbol americano son propensos a sufrir lesiones en la cabeza, como conmociones cerebrales . En la vejez, esto aumenta el riesgo de demencia  y Alzheimer .  Los jugadores profesionales de fútbol americano que reportan conmociones cerebrales tienen un mayor riesgo de tener episodios depresivos más adelante en la vida en comparación con los jugadores retirados que reportan no tener conmociones cerebrales.  
Probablemente debido al trauma repetido asociado con los cabeceos, se ha sugerido que el fútbol de asociación profesional aumenta la incidencia de esclerosis lateral amiotrófica .  En un estudio de 1987 sobre exjugadores de la selección nacional de fútbol de la asociación noruega, se encontró que un tercio de los jugadores padecía atrofia cerebral central, es decir, daño cerebral. Un estudio de 1999 relacionó el fútbol con una lesión traumática en la cabeza crónica (CTHI): 

La participación en el fútbol asociación amateur en general, y específicamente las conmociones cerebrales, está asociada con un rendimiento disminuido en las funciones de memoria y planificación. Debido a la popularidad mundial del fútbol, estas observaciones pueden tener importantes implicaciones para la salud pública.

### Rodilla
Los ligamentos cruzados anteriores son particularmente vulnerables en la mayoría de los tipos de fútbol debido a las lesiones que pueden sufrir durante las entradas .

### Cadera
Se ha encontrado una mayor incidencia de osteoartritis en la articulación de la cadera en jugadores de fútbol retirados. 

### Músculos
Un estudio de 2012 sobre lesiones en asociaciones de fútbol encontró que el 19% de todas las lesiones eran lesiones musculares, de las cuales el 54% afectaba a los músculos del muslo. 

### Sueño y funcionamiento psicológico
En un estudio de 2009, se descubrió que el fútbol asociado se asocia con patrones de sueño y funcionamiento psicológico favorables en jugadores de fútbol adolescentes. 
Se ha descubierto que la tasa de suicidio entre los veteranos de la NFL es un 59% menor que en la población general. 

### Respuesta de la FIFA
En 2012, la FIFA publicó un documento destinado a identificar factores de riesgo clave para los jugadores de fútbol. 

## Longevidad y factores de mortalidad.
En 2015, una revisión sistemática de una muestra de cincuenta y cuatro publicaciones revisadas por pares y tres artículos sobre la mortalidad y la longevidad de los atletas de élite dio como resultado importantes resultados de longevidad para los atletas de élite (béisbol, fútbol americano, fútbol, baloncesto y ciclismo). en comparación con controles de la población general y otros atletas de la misma edad y sexo". La longevidad estuvo influenciada por factores como el tipo de deporte, la posición de juego, la carrera y el sistema energético. 

### Nivel internacional
Un estudio observacional realizado con futbolistas profesionales -en activo (durante su carrera) y recientemente retirados (después de su carrera, con más de 45 años)- en 70 países entre 2007 y 2013, elaborado a partir de datos de la Unión Mundial de Futbolistas (FIFPro), registró 214 muertes de las cuales el 25% fue causada por accidentes, el 11% por suicidios y el 33% por sospecha de patología cardíaca (sobre un total del 55% de las muertes causadas por algún tipo de enfermedad). 
Se requieren evaluaciones clínicas, ECG y ecocardiografías de los atletas como herramientas previas a la participación para prevenir muertes cardíacas súbitas en personas menores de 35 años. Para evaluar el riesgo de fibrosis miocárdica, se puede utilizar y recomendar el uso adicional de realce tardío con gadolinio (LGE) con imágenes pre y poscontraste y de fracción de volumen extracelular (ECV).  Incluso alentado, todavía no se hizo obligatorio.

### América del norte
En 2015 se analizaron 205 muertes entre deportistas profesionales norteamericanos que estaban registrados como activos en el momento de su fallecimiento. Se recopilaron datos para los cuatro deportes principales: Asociación Nacional de Baloncesto (NBA), Liga Nacional de Fútbol Americano (NFL), Liga Nacional de Hockey (NHL) y Liga Mayor de Béisbol (MLB). Los jugadores activos de la NFL y la NBA tenían "una mayor probabilidad de morir en un accidente automovilístico " y una probabilidad significativamente mayor de morir de una enfermedad relacionada con el corazón en comparación con las poblaciones activas de la NHL y la MLB. 
En 2013, un estudio sobre 3.439 atletas retirados de las Ligas Nacionales de Fútbol con al menos cinco temporadas acreditadas entre 1959 y 1988 no mostró una correlación estadística entre la mortalidad por suicidio y la actividad profesional, particularmente relacionada con el fútbol, en comparación con la muestra de control general. No se informó estratificación entre jugadores de posición veloces y no veloces. 

### Italia
Hasta la década de 2000 se ha publicado un número muy limitado de estudios formales sobre la mortalidad por todas las causas en jugadores de fútbol, a pesar del gran interés del público por el asunto. Un estudio ampliado realizado en Italia entre 1975 y 2003 sobre un total de 5.389 jugadores, de entre 14 y 35 años, destacó que, si bien la mortalidad por cáncer y enfermedades cardiovasculares entre la cohorte de jugadores de fútbol era significativamente menor que la de la población italiana en general, " Las tasas de mortalidad por esclerosis lateral amiotrófica y accidentes automovilísticos fueron significativamente más altas de lo esperado, y para la ELA el riesgo es 18 veces mayor de lo esperado". 